# Draft de la NBA G League de 2019
El Draft de la NBA G League de 2019 se celebró el día 26 de octubre de 2019. Constó de cuatro rondas.

## Selecciones del draft
| PG | Base | SG | Escolta | SF | Alero | PF | Ala Pívot | C | Pívot |

| ^ | Denota jugador que ha sido seleccionado para un NBA Development League All-Star Game(s)                                         |
| * | Denota jugador que ha sido seleccionado para un NBA Development League All-Star Game(s) y también elegido en el Draft de la NBA |
| † | Denota jugador elegido también en el Draft de la NBA                                                                            |

### Primera ronda
| Pick | Jugador              | Pos. | Nacionalidad   | Equipo                   | Universidad / Club |
| ---- | -------------------- | ---- | -------------- | ------------------------ | ------------------ |
| 1    | Anthony Lawrence II  | F    | Estados Unidos | Northern Arizona Suns    | Miami              |
| 2    | Trey Mourning        | F    | Estados Unidos | Sioux Falls Skyforce     | Georgetown         |
| 3    | Madit Tieny Dak      | F    | Sudán del Sur  | Texas Legends            | Sudán del Sur      |
| 4    | Tyler Hall           | G    | Estados Unidos | Westchester Knicks       | Montana State      |
| 5    | Trevon Duval         | G    | Estados Unidos | Iowa Wolves              | Duke               |
| 6    | Isaiah Reese         | G    | Estados Unidos | Austin Spurs             | Canisius           |
| 7    | Jalen Hudson         | G    | Estados Unidos | Capital City Go-Go       | Florida            |
| 8    | Sheldon Mac          | F/G  | Estados Unidos | South Bay Lakers         | Miami              |
| 9    | Alan Herndon         | F    | Estados Unidos | Canton Charge            | Wyoming            |
| 10   | Michale Kyser        | F/C  | Estados Unidos | Lakeland Magic           | Louisiana Tech     |
| 11   | Cameron Lard         | F    | Estados Unidos | College Park Skyhawks    | Iowa State         |
| 12   | Alex Stein           | G    | Estados Unidos | Canton Charge            | Southern Indiana   |
| 13   | Ronshad Shabazz      | G    | Estados Unidos | College Park Skyhawks    | Appalachian State  |
| 14   | Demajeo Wiggins      | F    | Estados Unidos | Greensboro Swarm         | Bowling Green      |
| 15   | Keljin Blevins       | F    | Estados Unidos | Northern Arizona Suns    | Montana State      |
| 16   | E. C. Matthews       | G    | Estados Unidos | Erie BayHawks            | Rhode Island       |
| 17   | Marcus Graves        | G    | Estados Unidos | Stockton Kings           | Sacramento State   |
| 18   | Hasheem Thabeet†     | C    | Tanzania       | Fort Wayne Mad Ants      | UConn              |
| 19   | Matt Kenyon          | G    | Australia      | Capital City Go-Go       | Australia          |
| 20   | Shaqquan Aaron       | G    | Estados Unidos | Memphis Hustle           | USC                |
| 21   | Jahmal McMurray      | G    | Estados Unidos | Northern Arizona Suns    | SMU                |
| 22   | Kerwin Roach         | G    | Estados Unidos | Westchester Knicks       | Texas              |
| 23   | Tra Holder           | G    | Estados Unidos | Texas Legends            | Arizona State      |
| 24   | Ryan Taylor          | G    | Estados Unidos | Lakeland Magic           | Evansville         |
| 25   | Wyatt Walker         | F    | Estados Unidos | Oklahoma City Blue       | NC State           |
| 26   | Kendarius Ash        | F    | Estados Unidos | South Bay Lakers         | Lane College       |
| 27   | Miles Reynolds       | G    | Estados Unidos | Long Island Nets         | Oklahoma           |
| 28   | Kavin Gilder-Tilbury | F    | Estados Unidos | Rio Grande Valley Vipers | Texas State        |

### Jugadores destacados de otras rondas
| Ronda | Pick | Jugador              | Pos. | Nacionalidad   | Equipo              | Universidad / Club   |
| ----- | ---- | -------------------- | ---- | -------------- | ------------------- | -------------------- |
| 2     | 2    | Stephen Thompson Jr. | G    | Estados Unidos | Wisconsin Herd      | Oregon State         |
| 2     | 13   | Vander Blue^         | G    | Estados Unidos | Santa Cruz Warriors | Marquette            |
| 2     | 14   | Tre Kelley           | G    | Estados Unidos | Capital City Go-Go  | South Carolina       |
| 2     | 15   | Jordan Brangers      | G    | Estados Unidos | Santa Cruz Warriors | South Plains College |
| 2     | 18   | Terrence Drisdom     | G    | Estados Unidos | Delaware Blue Coats | Cal Poly Pomona      |
| 3     | 20   | Martaveous McKnight  | G    | Estados Unidos | Delaware Blue Coats | Arkansas–Pine Bluff  |
| 3     | 22   | Mike Davis           | F    | Estados Unidos | Raptors 905         | Illinois             |
| 4     | 4    | Curtis Washington    | F/C  | Estados Unidos | Maine Red Claws     | Georgia State        |
| 4     | 27   | Joe Cremo            | G    | Estados Unidos | Long Island Nets    | Villanova            |